# 해군사관학교 (대한민국)
대한민국 해군사관학교(海軍士官學校, 영어: Republic of Korea Naval Academy, ROKNA)는 대한민국 해군 및 해병대의 정예 장교를 양성하는 교육기관이며, 3군 사관학교 중 가장 먼저 설립되었다.

## 설립 근거
- 사관학교 설치법[2]

## 역사
1893년 고종은 개화파인 유길준, 박영효 등의 상소에 따라 최초의 근대적 해군사관학교인 통제영학당(統制營學堂)을 설립했다. 1893년 3월 통제영학당 설립에 관한 칙령을 공포하고, 5월 인천광역시 강화도 갑곶진 근처에 학교 건물을 신축하고, 10월 사관생도 50명과 수병 300명을 모집하여 개교했다. 영국의 해군 대위인 콜웰(William H. Callwell)과 하사관 커티스(James Curtis)를 교관으로 초빙하여, 영어, 군사학, 항해학, 포술학 등을 가르쳤다. 이듬해 동학농민운동이 일어나고, 청일전쟁에서 승리한 일본이 조선 정부에 압력을 행사하여 영국 교관들을 해고하고 학교를 폐교했다. 1896년 5월 영국인 교관들이 귀국함으로써 통제영학당은 역사 속으로 사라졌다.
1945년 8월 서울안동교회에서 ‘해사대’가 결성되었다. 이후 구 교통국 해사 및 조선해사보국단과 연합하여 새로이 ‘조선해사협회’를 결성되었고, 미 군정이 선포된 이후 조선해사협회는 해안경비를 담당하는 조직인 ‘해방병단’을 만들고 단장에 손원일 소령이 취임하였다. 해방병단은 군정법령 제42호에 의해 정식으로 국방사령부에 편입되었다.
1946년 1월 17일 ‘해군병학교’를 설립하게 되었고 초대교장에는 손원일 중령이 취임하였다. 2월 8일 해사 1기생 총 113명이 입교식을 거행하여 생도생활을 시작했다. 그 해 6월 15일 해방병단이 ‘해안경비대’로 개칭되고, 해군병학교도 ‘조선해안 경비대 사관학교’로 개칭되었다. 이듬해인 1947년 2월11일 교사를 이전하고 8월 10일 ‘해안경비대학’, 8월 14일 ‘해사대학’으로 개칭하였다. 한편, 10월 21일에는 “진리를 구하자, 허위를 버리자, 희생하자”라는 교훈을 제정하게 되었다. 1948년 10월 25일에는 현 교사인 옥포만으로 교사를 증축하여 이전하고, 1949년 1월 15일에 ‘해군사관학교’로 개칭된 이래 지금까지 이 교명이 계속 사용되고 있다. 같은 해 5월 5일에 대통령령 87호에 의거, 정규대학과 같이 인정되었다. 1955년 10월 1일을 기하여 ‘사관학교 설치법’이 대한민국 국회를 통과하여 법률 374호로 공포됨에 따라, 사관학교는 4년제인 일반대학 과정으로 간주되고 있다.1972년 대통령의 군 과학화 지시에 따라 공학사의 학위를 수여하게 되었다.

## 교육 과정
1학년 과정은 ‘12년 2월 3군 사관학교 통합교육이 시행됨에 따라 14개 통합교과목으로 구성되어 있으며, 2학년부터는 생도 본인의 희망과 적성을 반영한 전공교육을 실시한다. 전공학과는 사회인문학 3개, 이학 5개, 공학 3개, 군사학 3개 그리고 체육학 2개로 구성되어 있다. 사회인문학은 인문학과, 외국어학과, 국제관계학과, 공학은 전기전자공학과, 조선공학과, 기계공학과, 이학은 기초과학과, 국방경영학과, 해양학과, 사이버과학과, 인공지능학과, 군사학은 군사전략학과, 항해운용학과, 작전학과, 체육학은 체육교육과, 해양체육과가 있다. 해군사관학교의 교육과정을 마치면 각각의 전공에 따라 공학사, 이학사, 문학사 학위와 함께 모든 졸업생에게 군사학사 학위가 복수로 수여되고 있다.

## 하루 일과
매일:06:30 - 23:00

## 여담
대한민국 해군사관학교에서는 4학년이 끝날 무렵 세부 병종 선택권을 부여받고 소위로 임관할 수 있다. 
세부 병종은 두 가지로서 항해와 상륙으로 나뉘는데 항해를 선택하면 해군 장교로 임관하고, 상륙을 선택하면 해병대 장교로 임관한다.

## 같이 보기
- 통제영학당 (조선 최초의 근대적 해군사관학교)
- 대한민국 국군
  - 육군사관학교(KMA)
  - 공군사관학교(KAFA)
  - 국군간호사관학교(AFNA)
- 미국
  - 육군사관학교(USMA)
  - 해군사관학교 (미국)(USNA)
  - 공군사관학교 (미국)(USAFA)